# Ковалювка (Лодзинське воєводство)
Ковалювка (пол. Kowalówka) — село в Польщі, у гміні Верушув Верушовського повіту Лодзинського воєводства.
Населення — 334 особи (2011).
У 1975-1998 роках село належало до Каліського воєводства.

## Демографія
Демографічна структура станом на 31 березня 2011 року:
|          | Загалом | Допрацездатний вік | Працездатний вік | Постпрацездатний вік |
| -------- | ------- | ------------------ | ---------------- | -------------------- |
| Чоловіки | 168     | 47                 | 111              | 10                   |
| Жінки    | 166     | 35                 | 96               | 35                   |
| Разом    | 334     | 82                 | 207              | 45                   |